# 茨米夫卡
50°15′8″N 27°18′28″E / 50.25222°N 27.30778°E
茨米夫卡（烏克蘭語：Цмівка），是烏克蘭的村落，位於該國西部赫梅利尼茨基州，由舍佩蒂夫卡區負責管轄，處於茨米夫卡河畔，面積0.55平方公里，海拔高度241米，2007年人口216。